# Otto Vitense (Historiker)
Otto Carl Ernst Friedrich Vitense (* 27. März 1880 in Wittenburg; † 31. Dezember 1948 in Neubrandenburg) war ein deutscher Gymnasiallehrer und Historiker, der zur mecklenburgischen Landesgeschichte publizierte.

## Leben
Otto Vitense war der jüngere Sohn des Lehrers und Kantors Adolf (Karl Friedrich) Vitense (* 1841) und dessen Frau, der Wittenburger Malerstochter Emma, geb. Titus (1855–1915). Der Pastor in Jabel und spätere Landessuperintendent in Waren, Wilhelm (Christian Ludwig) Vitense (1876–1954), war sein Bruder.
Vitense studierte Geschichte, Theologie und Philologie in Leipzig, Berlin und Rostock.
Er wirkte von 1909 bis 1948 als Lehrer (Oberlehrer, Studienrat) am Neubrandenburger Gymnasium. 1945 wurde er zum Rektor der Oberschule für Jungen berufen. Ab 1945 gehörte er (nach Selbstauskunft) der CDU an. 1948 wurde er auf Betreiben der SED wegen seines Eintretens für die deutsche Wiedervereinigung aller Ämter enthoben.
Vitense entwickelte sich in Neubrandenburg zu einem der bedeutendsten Vertreter landesgeschichtlicher Publizistik in Mecklenburg in der ersten Hälfte des 20. Jahrhunderts. Mehrere Monographien und zahlreiche kleine und größere Aufsätze weisen ihn als sachkundigen Verfasser aus mit zeittypischem Hang zu monarchistischer Betrachtungsweise und einer gewissen Vorliebe für den Themenkreis der Deutschen Befreiungskriege von 1813 bis 1815. Otto Vitenses Geschichte von Mecklenburg (1920) gilt hundert Jahre nach ihrem Erscheinen noch immer als (bisher) letzte bedeutende landesgeschichtliche Gesamtdarstellung. Daneben beteiligte er sich aktiv an der Vorbereitung des Gründungsjubiläums seiner Heimatstadt Wittenburg (1926) und wurde 1946 durch die Landesregierung als erster Neubrandenburger Kreisdenkmalpfleger der Nachkriegszeit berufen.
Otto Vitense war seit 1908 mit Elise Krog verheiratet, Tochter des Feldberger (Kunst-)Malers und Fotografen Anton Krog. Von seinen drei Kindern wurde sein namensgleicher Sohn Otto Vitense (1912–1962) als Politiker bekannt.
Vitense starb zwar in Neubrandenburg, wurde aber auf einer Familienstelle auf dem Friedhof in Feldberg beigesetzt.
Die Stadt Neubrandenburg würdigte Leben und Wirken des verdienstvollen Pädagogen 2005 durch einen Festakt am Tag der Deutschen Einheit sowie durch Benennung eines Otto-Vitense-Wegs in unmittelbarer Nähe seiner langjährigen Wohnadresse.

## Publikationen
Zahlreiche Aufsätze zu Themen mecklenburgischer Geschichte und Landeskunde in Periodika, Zeitungen und Zeitschriften.
- Mecklenburgische Geschichte. Göschen, Berlin [u. a.] 1912.
- Kurzgefaßte Geschichte Mecklenburgs für höhere Schulen. 5., veränd. Aufl. Nahmmacher, Neubrandenburg, 1912.
- Mecklenburg und die Mecklenburger in der großen Zeit der deutschen Befreiungskriege 1813-1815. Nahmmacher, Neubrandenburg 1913.
- Deutsche Frauen und Heldinnen 1813/15. A. Bonz & Comp., Stuttgart [1913].
- Die deutschen Befreiungskriege 1813-1815. Mit besonderer Berücksichtigung der Teilnahme der Mecklenburger. Nahmmacher, Neubrandenburg 1913.
- Die Mecklenburger bei Lumau-Loigny. Verlagshaus für Volksliteratur und Kunst, Berlin [1914].
- Weltkriegsbilder. 3 Sammlungen. [1915/1916].
- Geschichte von Mecklenburg. [Allgemeine Staatengeschichte; Abt. 3, Werk 11]. Perthes, Gotha 1920. [Zahlr. weitere Auflagen].
- Heimatkunde für Mecklenburg. 6 Teile. Für Quinta/Untertertia/Obertertia/Untersekunda.  [um 1920].
- 175 Jahre V. Siemerling Neubrandenburg 1756 - 8. April 1931. Ein geschichtliches Gedenkblatt. Feller, Neubrandenburg [1931].
- 50 Jahre Neubrandenburger Konzertverein 1880-1930. Nach den Konzertvereinsakten und den Konzertprogrammen, Zeitungsnachrichten und mündlichen Mitteilungen. Ahrendt, Neubrandenburg 1930.
- Die Neubrandenburger St. Marienkirche. P. S. Erichsohn, Neubrandenburg 1993.